# گداراولا
گداراولا (به لاتین: Gedarawela) یک منطقهٔ مسکونی در سری‌لانکا است که در استان مرکزی (سری‌لانکا) واقع شده‌است.